# 艾汉·塔什肯
艾汉·塔什肯（土耳其語：Ayhan Taşkın，1953年1月6日—），土耳其男子摔跤运动员。他曾代表土耳其参加1984年夏季奥林匹克运动会摔跤比赛，获得男子自由式100公斤以上级铜牌。